# IPad Pro (6e génération)
L'iPad Pro de 6e génération , familièrement appelé iPad Pro M2, est une gamme de tablettes iPad développées et commercialisées par Apple. Elle a été annoncée le 18 octobre 2022 et est sortie le 26 octobre 2022. L'iPad est disponible dans deux variantes (comme son prédécesseur) en 11 pouces ou en 12,9 pouces.
Cette nouvelle génération inclut notamment un nouveau processeur M2, le survol de l'Apple Pencil, une connexion Wi-Fi 6E, le Bluetooth 5.3 et le Smart HDR.

## Caractéristiques
L'iPad Pro de sixième génération utilise le système sur puce Apple M2. Ce système embarque un processeur huit cœurs dont  quatre cœurs de performance et quatre cœurs d’efficience, ainsi qu'un GPU dix cœurs et un Neural Engine de seize cœurs. Le stockage peut être configuré pour avoir au choix 128 Go, 256 Go, 512 Go, 1 To ou 2 To. Les variantes avec 128 Go, 256 Go ou 512 Go sont fournies avec 8 Go de mémoire vive tandis que les variantes de 1 To et 2 To sont livrées avec 16 Go de mémoire vive.
La tablette de 11 pouces possède un écran Liquid Retina pouvant atteindre une luminosité maximale de 600 nits (comme les iPad Pro de 3e génération, 4e génération et 5e génération). La variante de 12,9 pouces est équipée d'un écran mini LED HDR appelé commercialement Liquid Retina XDR ayant un rapport de contraste 1 000 000∶1, une luminosité maximale de 1 000 nits et de 1 600 nits sur des contenus HDR (comme l'iPad 12,9 pouces de 5e génération). Les deux modèles ont le True Tone, le ProMotion, une fréquence de rafraîchissement de 120 Hz et un gamut DCI-P3.
L'iPad Pro utilise 100 % aluminium recyclé et s'approvisionne en éléments de terres rares recyclés à au moins 99 %. Il est exempt de toute substance nocive, telle que définie par la spécification propriétaire d'Apple relative aux substances réglementées.

### Accessoires
La sixième génération d'iPad Pro est compatible avec l'Apple Pencil de deuxième génération, le Magic Keyboard, le Magic Trackpad, la Magic Mouse, le Smart Keyboard Folio et d'autres accessoires USB-C.
La position et l'angle du Pencil peuvent maintenant être détectés jusqu'à 12 mm au-dessus de l'écran, qui peuvent être exploités par les apps utilisant notamment les pinceaux et les traits de crayon.

## Accueil
Cet iPad Pro de sixième génération a reçu un accueil mitigé de la part des critiques. Il est souvent mentionné que le prix est considéré trop élevé et que la caméra avant n'est pas placée sur l'un des côtés (ce qui permettrait de l'avoir à l'horizontale lorsque l'appareil l'est également). En revanche, sa puissance et la qualité de son écran (notamment de la variante 12,9 pouces) ont été saluées,,.